# Мале коло кровообігу

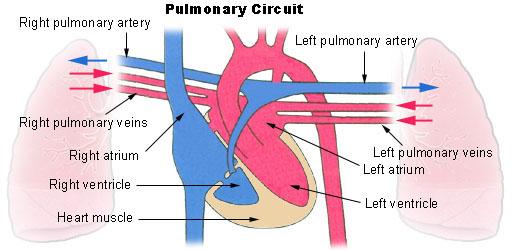
Мале коло кровообігу. Синім показана венозна кров, червноим — артеріальна

Мале́ ко́ло кровоо́бігу шлях крові від правого шлуночка до лівого передсердя.
Венозна, бідна на кисень, кров потрапляє у праву частину серця. Скорочуючись, правий шлуночок, викидає її в легеневу артерію. Двома гілками, на які ділиться легенева артерія, ця кров тече до легень. Там гілки легеневої артерії, розділяючись на дедалі дрібніші артерії, переходить у капіляри, що густо обплітають численні легеневі пухирці (альвеоли), у яких є повітря. Коли кров тече легеневими капілярами, до неї надходить кисень. Одночасно вуглекислий газ із крові переходить у повітря, що заповнює легені, тобто в капілярах легень венозна кров стає збагаченою на кисень — артеріальною. Потім вона збирається у вени, які, зливаючись одна з одною, утворюють чотири легеневі вени, які впадають у ліве передсердя.
Мале коло кровообігу починається легеневим стовбуром, що відходить від правого шлуночка. По ньому кров доставляється в систему легеневих капілярів. Від легень артеріальна кров відтікає по чотирьох венах, що впадає в ліве передсердя. Тут закінчується мале коло кровообігу.
По всіх артеріях малого кола кровообігу тече кров, не насичена киснем (венозна кров), а по венах — насичена киснем (артеріальна). Це відрізняє мале коло кровообігу від великого.

## Розвиток
У плода мале коло практично не функціонує, бо кисень надходить не з легень, а з материнського організму через плаценту й пупкову вену. Кров з правого передсердя йде не до правого шлуночка, а перенаправляється прямо в ліве передсердя через овальний отвір у міжпередсердній перегородці (на його місці потім утворюються овальні ямки). Та кров, що таки потрапила до правого шлуночка і легеневого стовбура, перенаправляється в аорту через Боталлову протоку, що сполучує місце біфуркації стовбура з дугою аорти.